# Quadro fessurativo
Il quadro fessurativo, con riferimento alle opere di ingegneria civile, è l'insieme di fessure visibili ed invisibili su un'opera o un elemento strutturale esistente, derivante da uno stato di dissesto o di degrado.

## Cause
La fessura è generata da azioni di trazione, che vincono la resistenza a trazione del materiale, slabbrandolo in maniera più o meno evidente, con forme, inclinazioni e tipologie che permettono di risalire alle cause, fornendo indicazioni talvolta precise ed inequivocabili, talvolta di difficile comprensione.
La presenza di un quadro fessurativo in una struttura dà origine ad una possibile diminuzione nel tempo dei margini di sicurezza globali o locali dovuti a fenomeni fisiologici oppure patologici.

### Dissesto
Per dissesto di un elemento strutturale si intende la condizione statica per mezzo della quale un insieme di forze genera crisi in un manufatto. 
Tali forze possono essere sostanzialmente di tre tipi: 
- Sollecitazioni esterne
- Sollecitazioni interne
- Sollecitazioni da redistribuzione dei carichi

Le sollecitazioni esterne sono generate da cause indipendenti dalla struttura del fabbricato (o del manufatto in generale), quali un evento sismico, l'eccessiva spinta del vento ecc.
Le sollecitazioni interne, invece, derivano nella migliore delle ipotesi, da un "assestamento" degli elementi strutturali sottoposti al carico della costruzione o, nell'ipotesi peggiore, da sovraccarichi non calcolati in sede di progetto.
L'ultimo caso, ossia la redistribuzione dei carichi, rientra nell'ipotesi appena accennata delle tensioni interne.
In effetti tale condizione dipende da un uso non consono degli elementi costruttivi o da modifiche. Un tipico esempio è rappresentato dall'apertura di vani (porte o finestre) su murature portanti, le quali, trovandosi a dover comunque sopportare il carico sovrastate e non avendo più la possibilità di trasmetterlo in maniera continuativa al terreno, ridistribuiscono lo stesso sulle porzioni di muratura rimanenti creando, talvolta, situazioni di "crisi" che generalmente si manifestano con delle lesioni, varimante inclinate, agli angoli superiori delle aperture.

### Degrado
Il degrado deriva da una situazione di incuria o di vetustà degli elementi strutturali. Tale condizione riporta, direttamente o indirettamente, alle ipotesi sopra esaminate.
A voler chiarire il concetto si prenda ad esempio il caso della malta, materiale che assolve la doppia funzione sia di legante che di distributore dei carichi, se non adeguatamente protetta la malta con il passare del tempo tende a deteriorarsi perdendo coesione.
La manifestazione esterna di questo stato è rappresentata da uno "sbriciolamento", facilmente verificabile con l'uso di un oggetto metallico, ad esempio una comune chiave, raschiato fra le connessure fra i laterizi.
Quando questo avviene ci si trova in presenza di un doppio danno:
1. i mattoni non sono più legati dallo strato di malta (perdita di coesione muraria)
2. il carico trasmesso dagli elementi sovrastanti non si distribuisce più in modo uniforme creando delle zone di picco (e quindi di rottura) dei carichi nella muratura.

## Analisi
Tenendo presente che gli esempi sopra riportati rappresentano solo alcune delle possibili cause che inducono un manufatto a lesionarsi, corre l'obbligo di chiarire che spesso una struttura può risentire contemporaneamente di tutte le cause finora esposte.
Pertanto l'analisi di un quadro fessurativo appare di estrema complessità e solo la competenza di un tecnico esperto nel settore può aiutare a risolvere il problema. 
Il professionista, per buona norma, dovrebbe iniziare con un esame preliminare della struttura da sottoporre a monitoraggio, attraverso un ampio ed esaustivo esame visivo e fotografico, per poi passare ad una puntuale ricostruzione delle sue vicissitudini storiche (in tal caso risulterà utile il reperimento della documentazione di progetto, l'acquisizione di notizie relative alla costruzione ed alle eventuali successive modifiche apportate all'impianto strutturale, ed infine passare all'acquisizione dei metodi costruttivi e delle tecniche in uso all'epoca della realizzazione dell'opera oggetto di indagine), della situazione "in situ" sia tramite un attento rilievo fotografico che tramite un puntuale rilievo geometrico ed infine una mappatura dei materiali utilizzati. Si passerà poi al monitoraggio costante della lesione (o le lesioni) tramite un deformometro centesimale o millesimale, che potrà essere di tipo meccanico oppure di tipo elettronico, riportando quindi i risultati di tale monitoraggio in un grafico cartesiano dove sulle ascisse si posizionerà il periodo della misura e sulle ordinate verranno appuntati i valori della misura letta sul display dello strumento.
Di corredo al monitoraggio, è di buona norma annotare anche la temperatura dei luoghi dove vengono effettuate dette misure.
L'utilizzo di deformometri permettono notevolmente di migliorare la sensibilità della misura rispetto a quelle misurabili tramite fessurimetri in policarbonato o semplici calibri.
Inoltre si possono eseguire due differenti tipologie di monitoraggio:
- dinamico: quelli in cui il controllo dell'evoluzione dei quadri fessurativi avviene in continuo (fissando da accesso remoto la cadenza temporale delle rilevazioni da fare per ciascun punto di misura;
- statico: l'operatore, a cadenze temporali predeterminate durante la progettazione del monitoraggio, attraverso strumenti meccanici oppure elettronici, si reca in situ per condurre esso stesso la misura.

Alla fine dello studio di un quadro fessurativo con la tecnica sopra descritta, possiamo trovarci innanzi a quattro diverse tipologie di andamento (facendo riferimento ai grafici cartesiani sopra descritti):
- progressione ritardata
- progressione accelerata
- progressione costante
- progressione stabile

Le progressioni possono essere legate da effetti termici giornalieri e/o stagioanali. Studiando la forma delle lesioni è possibile fare un'ipotesi delle cause che le hanno generate, tra cui si distinguono:
1. Cedimenti fondali
2. Lesioni di trascinamento e scorrimento
3. Lesioni da redistribuzione
4. Lesioni di schiacciamento e frantumazione
5. Lesioni concentrate di forze
6. Lesioni derivanti da vuoti interni alla muratura
7. Lesioni da martellamento
8. Lesioni da torsione
9. Lesioni da ribaltamento

### Lesioni dovute a cedimento delle fondazioni
La fondazione è quella parte del manufatto edilizio che assolve il compito di trasmettere i carichi della costruzione al terreno. Nei vecchi edifici, soprattutto quelli rurali, la parte fondale spesso è assente, sottodimensionata o addirittura inadeguata. Per assolvere correttamente il suo compito, la fondazione deve essere dimensionata in modo che il carico di forze scaricato per ogni centimetro quadrato deve essere inferiore al carico ultimo sopportabile (ammissibile) del terreno.
Quando ciò non avviene, o intervengono nel manufatto edilizio o nel sottuosuolo modifiche sostanziali di carico oppure modifiche della posizione della falda freatica, si verificano dei cedimenti che interessano parte o tutta la fondazione. Tali cedimenti vengono quindi definiti differenziali o assoluti. Un cedimento assoluto coinvolge l'intero corpo di fabbrica, il quale si muove "rigidamente" senza mutare la sua conformazione e, se non in casi estremi, i danni sono sempre lievissimi. Il cedimento differenziale si manifesta invece quando il movimento è relativo ed interessa solo parte della struttura. Fondamentalmente si possono distinguere sei tipi di movimenti possibili:
- tre traslazioni secondo gli assi X; Y; Z
- tre rotazioni sugli assi X; Y; Z

## Conclusioni
Cosa importante è tenere sotto attenta osservazione l'evoluzione del quadro fessurativo sviluppatosi in una fabbrica edilizia tramite i metodi sopra descritti sinteticamente.
Dopo che il tecnico ha identificato le cause per le quali il quadro fessurativo insiste, dovrà proseguire il suo lavoro individuando gli interventi che meglio si inseriscono nel contesto posto sotto osservazione, stando attenti all'interazione dei diversi materiali ed alle diverse tecniche costruttive utilizzate, il tutto seguito con scrupolosa cura seguendo la regola dell'arte e le imposizioni normative vigenti al momento dell'intervenendo, facendo una preventiva valutazione attraverso (invece) le normative vigenti al tempo della costruzione e/o ristrutturazione del fabbricato.
Un caso classico, frequente e ben documentato nella letteratura, è l'insorgere di fessurazioni in antiche chiese. A contorno di questo lo sviluppo tecnologico e l'esperienza via via crescente dell'uomo, contrapposta al peggioramento dello stato di degrado dei secoli.
In Italia, per meglio individuare le cause e le varie tipologie di rottura degli edifici, vengono messi a disposizione diversi mezzi dalle amministrazioni regionali, detti abachi dei meccanismi di danno, come ad esempio il Repertorio dei Meccanismi di Danno emanato attraverso il Bollettino Ufficiale Regione Marche, subito dopo il sisma del 1997.